# Budukan
Budukan (in lingua russa Будукан) è un centro abitato dell'Oblast' autonoma ebraica, situato nell'Oblučenskij rajon.